# Gerhard Andrejewitsch Wolter
Gerhard Andrejewitsch Wolter (russisch: Герхард Андреевич Вольтер; * 5. Oktober 1923 im deutschen Dorf Kruposchin des Gebiets Shitomir, Ukrainische SSR, Sowjetunion; † 19. September 1998 in Kiew, Ukraine) war ein russlanddeutscher Schriftsteller, Journalist und Verfasser des Buchs „Die Zone der totalen Ruhe“ über das Schicksal der Deutschen in der UdSSR.

## Leben
Sein Vater und Großvater waren Schmiede. Kurz vor dem Beginn des Zweiten Weltkrieges beendete er die Oberschule in der Stadt Krasnoarmejsk, Gebiet Stalino (Donezk).
Im Herbst 1941 wurde er als Deutscher zusammen mit seinen Eltern, Brüdern und anderen Landsleuten zwangsweise aus der Ukraine nach Kasachstan ins Gebiet Akmolinsk umgesiedelt.
Im Januar 1942 begannen seine „trudarmistischen“ Prüfungen in den GULAG-Lagern, die bis August 1946 dauerten. Später, nach der Befreiung, war er als Lehrer in einer Mittelschule tätig, studierte Geschichte zuerst am Lehrerinstitut in Tscheljabinsk, dann an der pädagogischen Hochschule in Tschimkent. Seine erste Zeitungsveröffentlichung erschien 1959.
Von jener Zeit an verband er seinen Lehrerberuf mit der schöpferischen Tätigkeit eines Literaten und Journalisten. Bis zur Versetzung 1989 in den Ruhestand arbeitete er als Dozent am Lehrstuhl für Philosophie an der Hochschule für Künste in Bischkek (damals Frunse).
Seit Dezember 1995 lebte er in Deutschland und 1998 war er Mitarbeiter der Zeitung „Deutscher Kanal“ (Kiew).
Gestorben ist er am 19. September 1998 und begraben in Fulda (Deutschland).